# Bumbo
Il bumbo, o bumboo, è una bevanda alcolica divenuta famosa tra i pirati e i mercanti intorno al 1740, dopo l'introduzione del grog nella Royal Navy. Esso è infatti un cocktail composto da rum, acqua (i quali compongono il grog), zucchero e noce moscata.
Lo zucchero rendeva il liquore più dolce, mentre la noce moscata gli donava un aroma gradevole e piccante.